# Larmes de sang (film)
Pour les articles homonymes, voir Larmes de sang.
 (décembre 2020).
Larmes de sang est un film fantastique béninois sorti en 2011 par les réalisateurs Mark Koumagnon et  Laitan Faranpojo,  traitant de l'au-delà (la mort). Ils y abordent avec astuce les dessous du lien entre l'être humain et la mort,,.

## Synopsis
L'histoire commence par un fait anodin. Dans la ville de Cotonou, une femme est persuadée d'avoir vu son fiancé mort il y a vingt ans dans un accident.  Une multitude de questions se posent alors. Où s'arrête le monde réel et où commence « l'autre Monde » ? D'ailleurs, le monde des esprits existe-t-il vraiment,,?

## Fiche technique
- Pays : Bénin
- Titre français : Larmes de sang
- Réalisateurs :  Mark Koumagnon et  Laitan Faranpojo
- Auteur du scénario :  Elizabeth Koumagnon
- Durée : 82 Minutes
- Année : 2011[7]